# Alfred Brunswig
Alfred Brunswig (* 13. Juni 1877 in Plau am See; † 22. Juni 1927 in Münster) war ein deutscher Philosoph. Er lehrte an der Westfälischen Wilhelms-Universität in Münster (Westfalen).
Nach dem Abitur in München 1896 studierte er dort und in Berlin bis zur Promotion 1904 bei Theodor Lipps und vertrat zunächst dessen Psychologismus. Nach privaten Studien bei Edmund Husserl in Göttingen und Carl Stumpf in Berlin folgte 1910 in München die Habilitation. Er übte Kritik an Husserls Evidenzbegriff in der Wesensschau. Von 1914 bis 1918 diente er im Ersten Weltkrieg und erlangte das Eiserne Kreuz II. Klasse. Zum Wintersemester 1916/17 wurde er nach Münster berufen. 1918 lehrte er an der Landesuniversität Dorpat. Durch sein Fronterlebnis habe er den „Mut zur Metaphysik“ gefunden und kehrte im Folgenden den Glauben hervor. Er war evangelisch, vermutlich mit teilweise jüdischen Wurzeln. Seine Leibniz-Deutung 1925 kehrte den „germanischen Denker“ hervor.

## Werke
- Das Vergleichen und die Relationserkenntnis, Leipzig/Berlin: B. G. Teubner, 1910
- Das Grundproblem Kants. Eine kritische Untersuchung und Einführung in die Philosophie Kants, Leipzig/Berlin: B. G. Teubner, 1914
- Einführung in die Psychologie. (Philosophische Reihe 34. Bd.), München: Rösl & Cie, 1921. 163 Seiten
- Hegel, 1922
- Leibniz. Deutschlands universellster Geist. Menschen, Völker, Zeiten. Eine Kulturgeschichte in Einzeldarstellungen. Herausgegeben von Max Kemmerich. Band 8. Wien – Leipzig: Verlag Karl König, 1925. 180 Seiten
- Das Gedächtnis und seine Erziehung. Berlin/Leipzig: Gebrüder Paetel, 1926